# بخش مونتگومری (شهرستان اشلند، اوهایو)
بخش مونتگومری (به انگلیسی: Montgomery Township) یک منطقهٔ مسکونی در ایالات متحده آمریکا است که در شهرستان اشلند، اوهایو واقع شده‌است.
 بخش مونتگومری ۷۱٫۷ کیلومتر مربع مساحت و ۲٬۷۰۰ نفر جمعیت دارد و ۲۹۲ متر بالاتر از سطح دریا واقع شده‌است.